# Football Club Forlì 2012-2013
Questa voce raccoglie le informazioni riguardanti il Football Club Forlì nelle competizioni ufficiali della stagione 2012-2013.

## Stagione
Nella stagione 2012-2013 il Forlì ritornato nel calcio professionistico dopo sette anni tra i dilettanti, riparte dal girone A della Seconda Divisione. Sono promosse in Prima Divisione tre squadre per ciascun girone: la prima e la seconda classificata, che sono promosse direttamente, più la vincitrice dei Play-off, che riguardano le squadre classificate dal terzo al sesto posto. La 3ª classificata affronta la 6ª e la 4ª gioca contro la 5ª: gara di andata giocata in casa della peggio classificata, in caso di parità di punteggio dopo 180 minuti passa la squadra che ha il miglior piazzamento in classifica. Le vincenti si giocano la promozione, con gara di andata sul campo della peggio piazzata in campionato: con risultato di parità si giocano i tempi supplementari, e nel caso in cui il pareggio persista anche al termine di questi, viene promossa la meglio classificata. Sempre allenato da Attilio Bardi il Forlì raccoglie 26 punti nel girone di andata e 22 nel girone di ritorno, in tutto sul campo 48 punti con il nono posto, deve però scontare un punto di penalizzazione, quindi con 47 punti termina il torneo al decimo posto. Anche per questa stagione è il romeno Sebastian Petrascu il miglior marcatore, la scorsa stagione in Serie D aveva timbrato 27 reti, in questa di Seconda Divisione né firma 16, 2 delle quali in Coppa Italia e 14 in campionato. Nella Coppa Italia di Lega Pro il Forlì vince il girone F di qualificazione superando Bellaria e Giacomense, poi nel primo turno ad eliminazione viene eliminato dal Carpi, che si impone (0-3) al Morgagni.

## Rosa
| N. |                   | Ruolo | Calciatore        |
| -- | ----------------- | ----- | ----------------- |
|    | Italia (bandiera) | P     | Paolo Ginestra    |
|    | Italia (bandiera) | P     | Riccardo Casadei  |
|    | Italia (bandiera) | P     | Filippo Giannelli |
|    | Italia (bandiera) | D     | Leonardo Arrigoni |
|    | Italia (bandiera) | D     | Matteo Berti      |
|    | Italia (bandiera) | D     | Andrea Ingegneri  |
|    | Italia (bandiera) | D     | Marcello Monti    |
|    | Italia (bandiera) | D     | Giuseppe Orlando  |
|    | Italia (bandiera) | D     | Andrea Martini    |
|    | Italia (bandiera) | D     | Roberto Sabato    |
|    | Italia (bandiera) | D     | Marco Vesi        |
|    | Italia (bandiera) | C     | Luca Bergamaschi  |
|    | Italia (bandiera) | C     | Thomas Campana    |

| N. |                    | Ruolo | Calciatore              |
| -- | ------------------ | ----- | ----------------------- |
|    | Italia (bandiera)  | C     | Alessandro Evangelisti  |
|    | Italia (bandiera)  | C     | Andrea Renzi            |
|    | Italia (bandiera)  | C     | Massimiliano Sampaolesi |
|    | Italia (bandiera)  | C     | Marcello Scarponi       |
|    | Italia (bandiera)  | C     | Daniele Mordini         |
|    | Italia (bandiera)  | C     | Marco Sozzi             |
|    | Italia (bandiera)  | A     | Alex Buonaventura       |
|    | Italia (bandiera)  | A     | Daniele Ferri           |
|    | Italia (bandiera)  | A     | Mattia Filippi          |
|    | Italia (bandiera)  | A     | Daniele Melandri        |
|    | Italia (bandiera)  | A     | Fabio Oggiano           |
|    | Romania (bandiera) | A     | Sebastian Petrascu      |
|    | Italia (bandiera)  | A     | Matteo Pirani           |

## Organigramma societario
Dirigenti e Tecnici
- Presidente: Conficconi Romano
- Vice Presidente: Bellini Davide
- Direttore Sportivo: Cangini Sandro
- Team Manager: Cortesi Giancarlo
- Direttore Generale: Pedroni Lorenzo
- Responsabile Amministrativo: Bertaccini Michele
- Responsabile Tecnico: Trevi Claudia
- Addetto Stampa: Pardolesi Franco

- Accompagnatore Ufficiale: Spada Paolo
- Collaboratore Tecnico: Balzani Raniero
- Allenatore: Bardi Attilio
- Vice Allenatore: Richard Vanigli
- Preparatore Portieri: Chiadini Matteo
- Preparatore Atletico: Cortini Christian
- Massaggiatore: Brunelli Roberto
- Massaggiatore: Boattini Lorenzo

## Divise e sponsor
Il fornitore ufficiale di materiale tecnico per la stagione 2010-2011 è stato Sportika, mentre gli sponsor sulla maglia sono stati per le partite casalinghe Baldini Gomme e in trasferta Elfi.
| 1ª divisa | 2ª divisa |

## Risultati

### Seconda Divisione

#### Girone di andata
| Arbitro: | Lanza (Nichelino) |

|                                      |           |  |
| Filippi 62’ Oggiano 85’ Melandri 90’ | Marcatori |  |

| Arbitro: | Petroni (Roma) |

|  |           |                                               |
|  | Marcatori | 20’, 57’ Filippi 23’ Evangelisti 43’ Melandri |

| Arbitro: | Di Martino (Teramo) |

|  |           |              |
|  | Marcatori | 67’ D. Rossi |

| Arbitro: | Verdenelli (Foligno) |

|                  |           |                                          |
| Varricchio 45+1’ | Marcatori | 11’ (aut.) Buscaroli 64’ (rig.) Petrascu |

| Rimini 30 settembre 2012 5ª giornata | Rimini          | 0 – 0 | Forlì | Stadio Romeo Neri\| Arbitro: \| Morreale (Roma) \| |
| Arbitro:                             | Morreale (Roma) |       |       |                                                    |

| Arbitro: | Adducci (Paola) |

|          |           |                             |
| Urso 74’ | Marcatori | 10’ Sampaolesi 34’ Melandri |

| Arbitro: | Spinelli (Terni) |

|  |           |                                            |
|  | Marcatori | 28’, 57’ Melandri 30’ Petrascu 89’ Oggiano |

| Arbitro: | Oliveri (Palermo) |

|                                   |           |                                      |
| Petrascu 28’ (rig.) Ingegneri 65’ | Marcatori | 45’ Cozzolino 70’ (rig.) M. Serafini |

| Arbitro: | Bindoni (Venezia) |

|                  |           |                  |
| Buonaventura 61’ | Marcatori | 32’ N. Antonelli |

| Arbitro: | Pelagatti (Arezzo) |

|                           |           |              |
| Talato 24’ F. Ferrari 28’ | Marcatori | 26’ Petrascu |

| Forlì 11 novembre 2012 11ª giornata | Forlì            | 0 – 0 | Santarcangelo | Stadio Tullo Morgagni\| Arbitro: \| Baroni (Firenze) \| |
| Arbitro:                            | Baroni (Firenze) |       |               |                                                         |

| Arbitro: | Pierro (Nola) |

|                                     |           |  |
| Vita 77’ Finotto 79’ Gasbarroni 84’ | Marcatori |  |

| Arbitro: | D'Angelo (Ascoli Piceno) |

|                  |           |                         |
| Buonaventura 32’ | Marcatori | 27’ Lauria 30’ Campagna |

| Arbitro: | Spinelli (Terni) |

|  |           |                                   |
|  | Marcatori | 12’ Filippi 20’ Orlandi 36’ Sozzi |

| Arbitro: | Vesprini (Macerata) |

|          |           |                                      |
| Sozzi 4’ | Marcatori | 33’ (rig.) N.V. Rosseti 68’ Nicastro |

| Arbitro: | Brasi (Seregno) |

|                |           |                |
| Proietti 90+2’ | Marcatori | 77’ Sampaolesi |

| Arbitro: | Fanton (Lodi) |

|             |           |  |
| Oggiano 86’ | Marcatori |  |

#### Girone di ritorno
| Arbitro: | Brodo (Viterbo) |

|                         |           |              |
| Franchi 6’ Del Sante 9’ | Marcatori | 54’ Petrascu |

| Arbitro: | Gentile (Lodi) |

|                                                                             |           |  |
| Petrascu 34’ (rig.), 41’, 66’ Buonaventura 45+2’ Sampaolesi 77’ Ferri 90+1’ | Marcatori |  |

| Arbitro: | Petroni (Roma) |

|                 |           |              |
| A. Ferretti 14’ | Marcatori | 68’ Petrascu |

| Arbitro: | Casaluci (Lecce) |

|                          |           |               |
| Petrascu 16’, 90’ (rig.) | Marcatori | 21’ Draghetti |

| Arbitro: | Lacagnina (Caltanissetta) |

|                           |           |  |
| Melandri 15’ Petrascu 22’ | Marcatori |  |

| Arbitro: | Martinelli (Roma) |

|             |           |                                                                   |
| Mordini 30’ | Marcatori | 18’ Sampaolesi 45+1’ Buonaventura 52’, 59’ Evangelisti 72’ Tonani |

| Arbitro: | Baroni (Firenze) |

|  |           |                  |
|  | Marcatori | 85’ J. Mantovani |

| Busto Arsizio 3 marzo 2013 25ª giornata | Pro Patria        | 0 – 0 | Forlì | Stadio Carlo Speroni\| Arbitro: \| Lanza (Nichelino) \| |
| Arbitro:                                | Lanza (Nichelino) |       |       |                                                         |

| Arbitro: | Sacchi (Macerata) |

|                          |           |  |
| M. La Rosa 12’ Carta 62’ | Marcatori |  |

| Arbitro: | Giovani (Grosseto) |

|                 |           |  |
| Evangelisti 59’ | Marcatori |  |

| Arbitro: | Paolini (Ascoli Piceno) |

|              |           |           |
| Anastasi 31’ | Marcatori | 84’ Sozzi |

| Forlì 7 aprile 2013 29ª giornata | Forlì                | 0 – 0 | Monza | Stadio Tullo Morgagni\| Arbitro: \| Verdenelli (Foligno) \| |
| Arbitro:                         | Verdenelli (Foligno) |       |       |                                                             |

| Arbitro: | Fiore (Barletta) |

|                             |           |  |
| Bocalon 62’, 85’ Godeas 65’ | Marcatori |  |

| Arbitro: | Zappatore (Taranto) |

|              |           |  |
| Petrascu 77’ | Marcatori |  |

| Arbitro: | Rocca (Vibo Valentia) |

|                                |           |                  |
| Grifoni 7’ Bernacci 52’ (rig.) | Marcatori | 15’ Buonaventura |

| Arbitro: | Lanza (Nichelino) |

|              |           |                            |
| Petrascu 82’ | Marcatori | 61’ Carteri 78’ Longobardi |

| Arbitro: | Bellotti (Verona) |

|            |           |  |
| Miceli 18’ | Marcatori |  |

### Coppa Italia di Lega Pro

#### Girone F
| 19 agosto 2012 1ª giornata |  | – Turno di riposo Forlì |  |  |

| Arbitro: | D'Angelo (Ascoli Piceno) |

|                                                             |           |  |
| Melandri 21’ Petrascu 70’, 87’ Oggiano 83’ Buonaventura 85’ | Marcatori |  |

| Arbitro: | Mangialardi (Pistoia) |

|  |           |             |
|  | Marcatori | 46’ Oggiano |

#### Turno ad eliminazione
| Arbitro: | Losito (Pesaro) |

|  |           |                                     |
|  | Marcatori | 5’, 90+1’ A. Ferretti 60’ Di Gaudio |